# Maşīrī
Maşīrī (persiska: مصیری) är en kommunhuvudort i Iran.   Den ligger i provinsen Fars, i den centrala delen av landet, 600 km söder om huvudstaden Teheran. Maşīrī ligger 886 meter över havet och antalet invånare är 5 365.
Terrängen runt Maşīrī är kuperad åt sydväst, men åt nordost är den bergig. Runt Maşīrī är det ganska glesbefolkat, med 24 invånare per kvadratkilometer. Närmaste större samhälle är Nūrābād, 14,6 km söder om Maşīrī. Omgivningarna runt Maşīrī är i huvudsak ett öppet busklandskap.